# 剑桥大学辩论社
剑桥大学辩论社（英語：The Cambridge Union Society，很多时候简称Cambridge Union）是一家位于英国剑桥大学的辩论社，社员主要来自剑桥大学。

## 历史

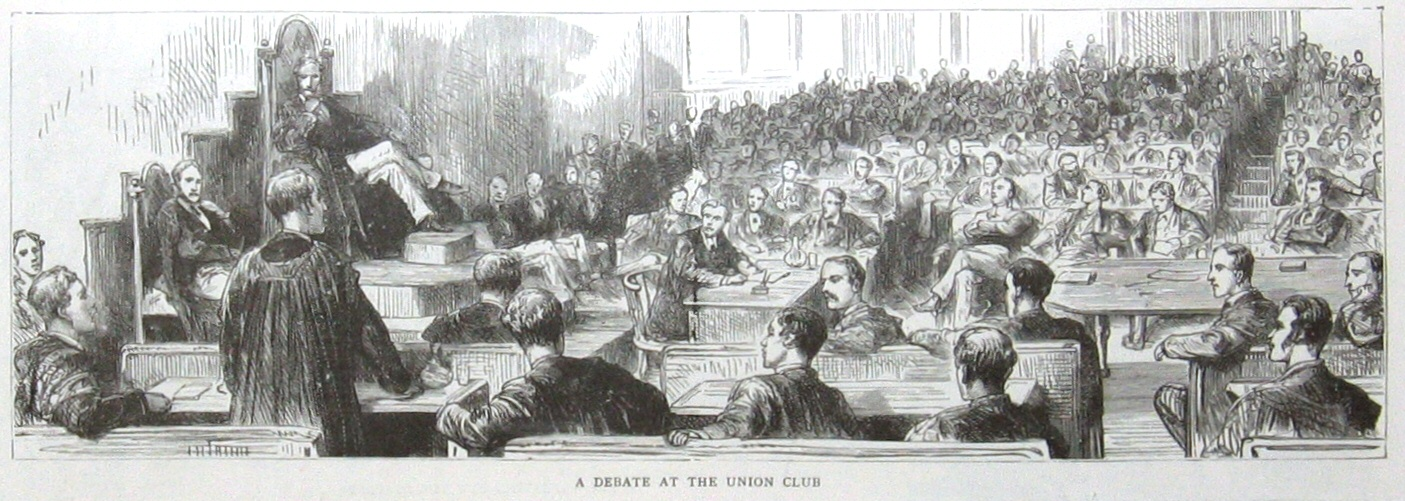
1887年辩论赛

1815年2月13日成立，是全球仍在运营的最古老的辩论社，比牛津大學辯論社成立时间还早八年。

## 画廊

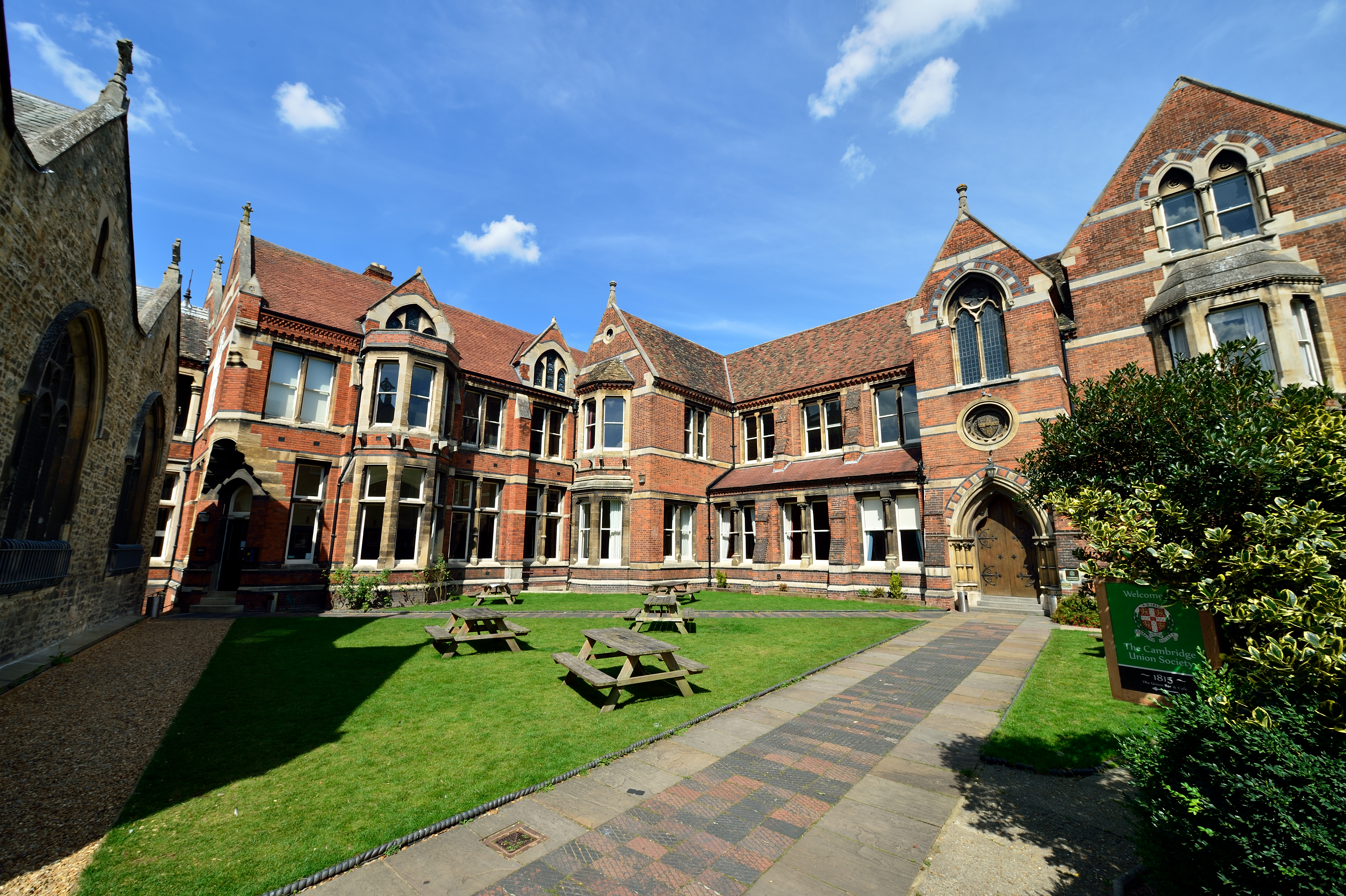
剑桥大学辩论社
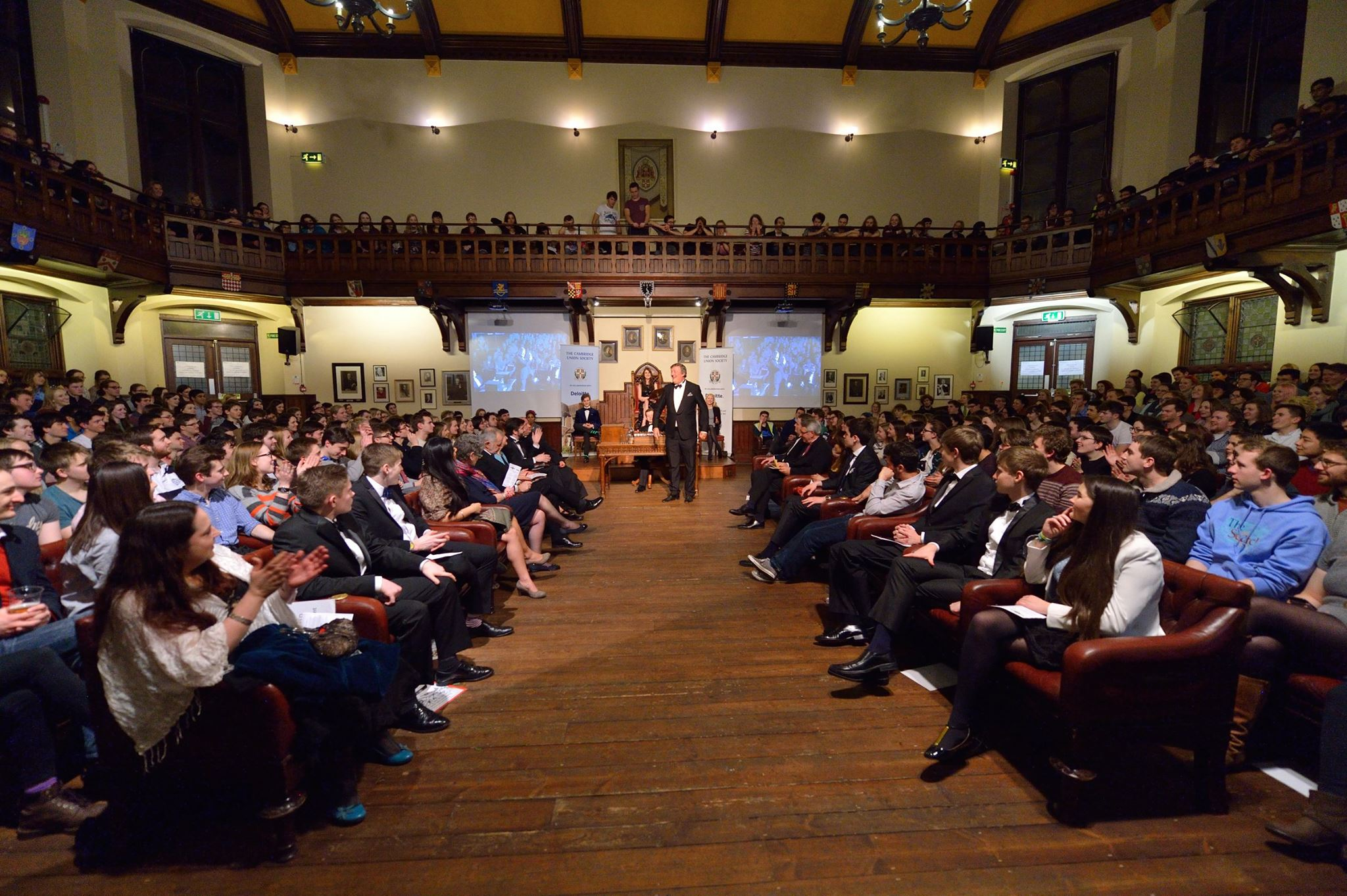
主会场
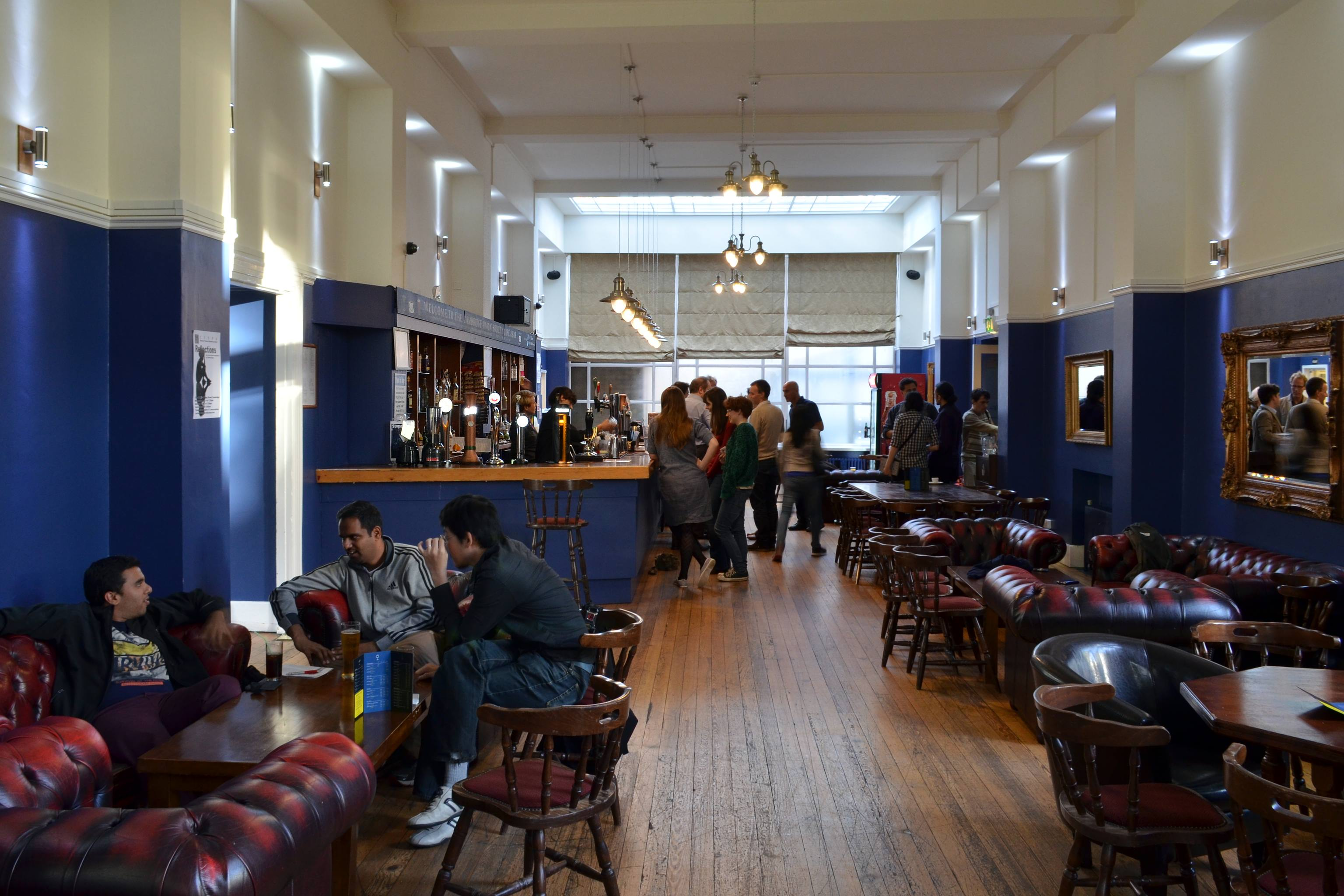
1815酒吧咖啡厅

## 延伸阅读
- Cradock, Percy. . Cambridge: Bowes & Bowes. 1953.
- Parkinson, Stephen. . London: Icon Books. 2009.